# Uroleucon minatii
Uroleucon minatii är en insektsart. Uroleucon minatii ingår i släktet Uroleucon och familjen långrörsbladlöss. Inga underarter finns listade i Catalogue of Life.